# Sins (album)
| Recensione | Giudizio |
| ---------- | -------- |
| Allmusic   |          |

Sins è il secondo album in studio del gruppo hard rock statunitense Charm City Devils, pubblicato il 31 luglio 2012.

## Tracce
1. Spite – 3:33
2. Unstoppable – 3:20
3. Man of Constant Sorrow – 3:43
4. Still Alive – 3:44
5. Walk Away – 3:20
6. Devil Is a Woman – 3:31
7. Start It Up – 3:29
8. Love n War – 3:19
9. Blame – 3:21
10. Problem – 2:45
11. All You'll Ever Need – 4:11

Tracce bonus della Deluxe Edition
1. Doorstep – 4:25
2. Set Me Free (acoustic version) – 2:45
3. Man of Constant Sorrow (acoustic version) – 3:39

## Formazione
- John Allen – voce
- Anthony Arambula – basso
- Jason Heiser – batteria
- Victor Karrera – chitarra
- Nick Kay – chitarra

## Classifiche
| Classifica         | Posizione massima |
| ------------------ | ----------------- |
| US Top Heatseekers | 17                |